# コ・ウナ
コ・ウナ（고은아、1988年10月28日 - ）は韓国の女優である。

## 生い立ち
1988年、全羅南道長城の果樹園を経営する家庭に生まれた。弟チョリョンは「ミル」の芸名で2009年に音楽グループMBLAQの一員としてデビュー。

## 経歴
2004年にオリオン「チョコパイ」のCMに出演し、デビュー。2005年にテレビドラマ『黄金のりんご』の末っ子役で俳優デビューを果たし、翌2006年『サンデーソウル』で映画デビュー。

## 騒動
2007年8月に、精算不履行などを理由に所属事務所のエックスタウンに契約解除を通知した。テレビドラマ『国立水刺院』の出演問題や専属契約違反などで独自の活動を行った。告訴直前に、エックスタウンの代表と持続的な対話を通じて互いの誤解が解け、双方の立場の最善策として所属事務所の移籍で同意した。同年9月に、オム・ジウォンなどが所属するウェルメイドエンターテイメントに移籍した。

## 主な出演
| テレビドラマ | テレビドラマ                       | テレビドラマ   | テレビドラマ   | テレビドラマ |
| 年           | 題名（放送局）                     | 役名           | 備考           |              |
| ------------ | ---------------------------------- | -------------- | -------------- | ------------ |
| 2005年       | 黄金のりんご（KBS）                | クムシル       | 女優デビュー作 |              |
| 2005年       | レインボーロマンス（MBC）          | コ・ウナ       |                |              |
| 2005年       | 夏の別れ話（KBS）                  | ヨヌ           |                |              |
| 映画         |                                    |                |                |              |
| 年           | 題名                               | 役名           | 備考           |              |
| 2006年       | サンデーソウル                     | パク・ソンフン | 映画デビュー作 |              |
| 2006年       | 残酷な出勤                         | キム・テユン   |                |              |
| 2006年       | Vacation エピソード1「カシオペア」 | スヨン         | 劇場用版ドラマ |              |
| 2006年       | マンデードライブ                   |                | 主演           |              |
| 2007年       | サランバンの選手とお母さん         | イム・ヨンソン |                |              |
| 2008年       | ひきこもり                         | パク・チェシク |                |              |
| 2009年       | 10億                               | チョ・ミノ     |                |              |

## リリース作品

### 写真集
モバイル写真集
- ヤングスター4大王モバイル写真集（2006年）[4]